# Plaza 19 de Abril (Tacuarembó)
La plaza 19 de Abril está ubicada en la ciudad de Tacuarembó, Uruguay situada en el centro de la ciudad, delimitada por sus calles principales, 18 de julio y 25 de mayo y por Joaquín Suarez y Luis Alberto de Herrera.

## Historia
Es la plaza más antigua de la ciudad. Fue llamada en un principio Plaza Mayor, su origen es tan antiguo que propició de punto de referencia al repartir los solares en el proceso de fundación en 1832 de la Villa de San Fructuoso, que luego en el año 1912 fuera elevada de categoría a ciudad y pasó a llamarse Ciudad de Tacuarembó.
En aquel entonces, la plaza era el lugar de encuentro, en donde la comunidad afro de la villa organizaba su fiesta el día de reyes, las cuales terminaban en lo que se llamaba El Parque Primavera, denominado años después como Parque Rodó.
La plaza era el lugar que alojaba todas las fiestas populares, así como también el punto de reunión de la comunidad en general.

## Entorno
Debido a que fue punto de referencia en el proyecto fundacional de la ciudad, en su entorno se encuentran los edificios más antiguos, declarados  Monumentos Históricos Departamentales. Entre ellos están la Intendencia, la Jefatura de Policía y la Catedral de San Fructuoso que comenzó su proceso de construcción en 1899 y fue abierta al culto en 1917, también se encuentra el edificio de lo que fue el Teatro Escayola fundado a fines del siglo XIX durante el gobierno del general Máximo Santos, que permaneció en funcionamiento hasta su cierre en el año 1956. 
El 19 de junio de 1962 fue inaugurado en el centro de la plaza, el monumento al General José Gervasio Artigas, obra del escultor nacional José Luis Zorrilla de San Martín.